# Annus mirabilis

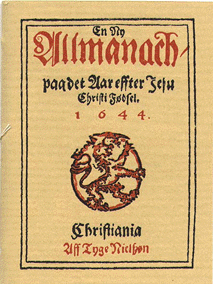
Årsalmanacka från Norge, 1644

Annus mirabilis ("mirakelår") är en latinsk term som idag används för att beteckna ett enskilt år där flera viktiga och betydande händelser inträffade under samma år främst inom vetenskapen och forskningen.

## Historia
Enligt Oxford English Dictionary användes termen första gången år 1666 av brittiske diktaren John Dryden som titeln på en dikt för att beteckna året som extremt lyckosamt efter att Stora branden i London i september endast hade krävt 16 liv och att Englands flotta i juli besegrade den nederländska flottan vid St. James's Day-slaget.
Därefter har termen används på olika betydande år som

## 1543
Detta år betraktas idag som naturvetenskapens genombrott  efter
- "De humani corporis fabrica libri septem", en anatomibok av Andreas Vesalius
- "De revolutionibus orbium coelestium", en astronomibok av Nicolaus Copernicus.

## 1666
Detta år betraktas som ett genombrottsår för fysiken sedan Isaac Newton gjorde sina upptäckter om bland annat rörelselagar, gravitation och i mekanik. Dessa fynd publicerade han sedan 1687 i boken "Philosophiae Naturalis Principia Mathematica".

## 1759
Detta år betraktas som ett avgörande år i det Sjuårskriget efter en rad brittiska militära segrar och omnämns ibland även som William Pitt den äldres mirakelår.

## 1905
Även detta år betraktas som ett viktigt år för fysiken sedan Albert Einstein publicerade fyra artiklar  i vilka han förklarade den fotoelektriska effekten och Brownsk rörelse, framlade den speciella relativitetsteori samt sin berömda formel E = mc².
Därmed utvidgade han kvantteorins område, från att bara gälla energin i svartkroppsstrålning till att gälla energin i ljus, bevisade att materien består av atomer samt visade att den klassiska mekaniken bara var en approximation av verkligheten. Einstein publicerade sina fynd i tidskriften "Annalen der Physik".